# 1984年サラエボオリンピックのフランス選手団
1984年サラエボオリンピックのフランス選手団（1984ねんサラエボオリンピックのフランスせんしゅだん）は、1984年2月8日から2月19日までユーゴスラビア（現・ボスニア・ヘルツェゴビナ）のサラエボで開催された1984年サラエボオリンピックのフランス選手団、およびその競技結果。

## 概要
今大会では金メダルはなく、銀メダル1個、銅メダル2個の計3個のメダルを獲得した。

## メダル
| メダル | 選手名               | 競技           | 種目       |
| ------ | -------------------- | -------------- | ---------- |
| 銀     | ペリーヌ・ペラン     | アルペンスキー | 女子回転   |
| 銅     | ディディエ・ブーヴェ | アルペンスキー | 男子回転   |
| 銅     | ペリーヌ・ペラン     | アルペンスキー | 女子大回転 |